# Ferrania Film Museum
Il Ferrania Film Museum è un museo di cultura industriale e territoriale che ha sede nel Palazzo Scarampi di Cairo Montenotte, in provincia di Savona. È stato inaugurato nel 2018 ed è dedicato all’azienda FILM/Ferrania/3M, un tempo produttrice di materiale fotosensibile, situata nell’omonima cittadina.
Il museo mostra e racconta le dinamiche socioculturali e territoriali della vita industriale di una fabbrica come la Ferrania, che ebbe rilevanza mondiale nella storia della cinematografia, fotografia e ricerca chimica durante il XX secolo.
La Cooperativa Sociale Lanza del Vasto, che ne possiede attualmente la gestione, si occupa di organizzare eventi culturali, mostre e proiezioni dedicate allo stabilimento, narrando la storia di quella che per decenni è stata una delle più importanti aziende a livello nazionale, unica produttrice italiana di materiale fotosensibile per l'industria fotografica e radiografica, che trasformò il nome del piccolo borgo della Val Bormida in un marchio di eccellenza tecnologica mondiale.

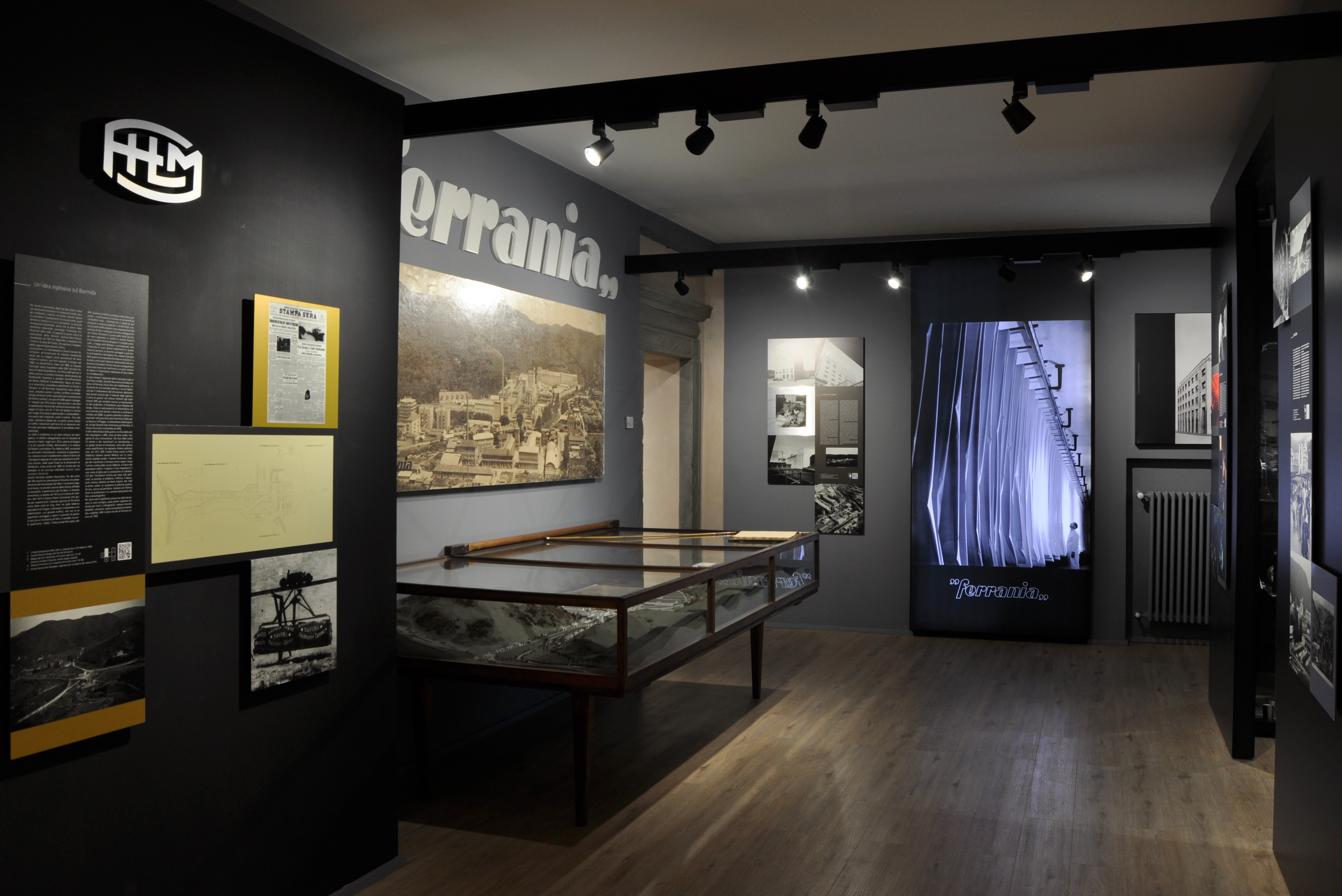
Sala del plastico all'interno del Ferrania Film Museum

## Collezione

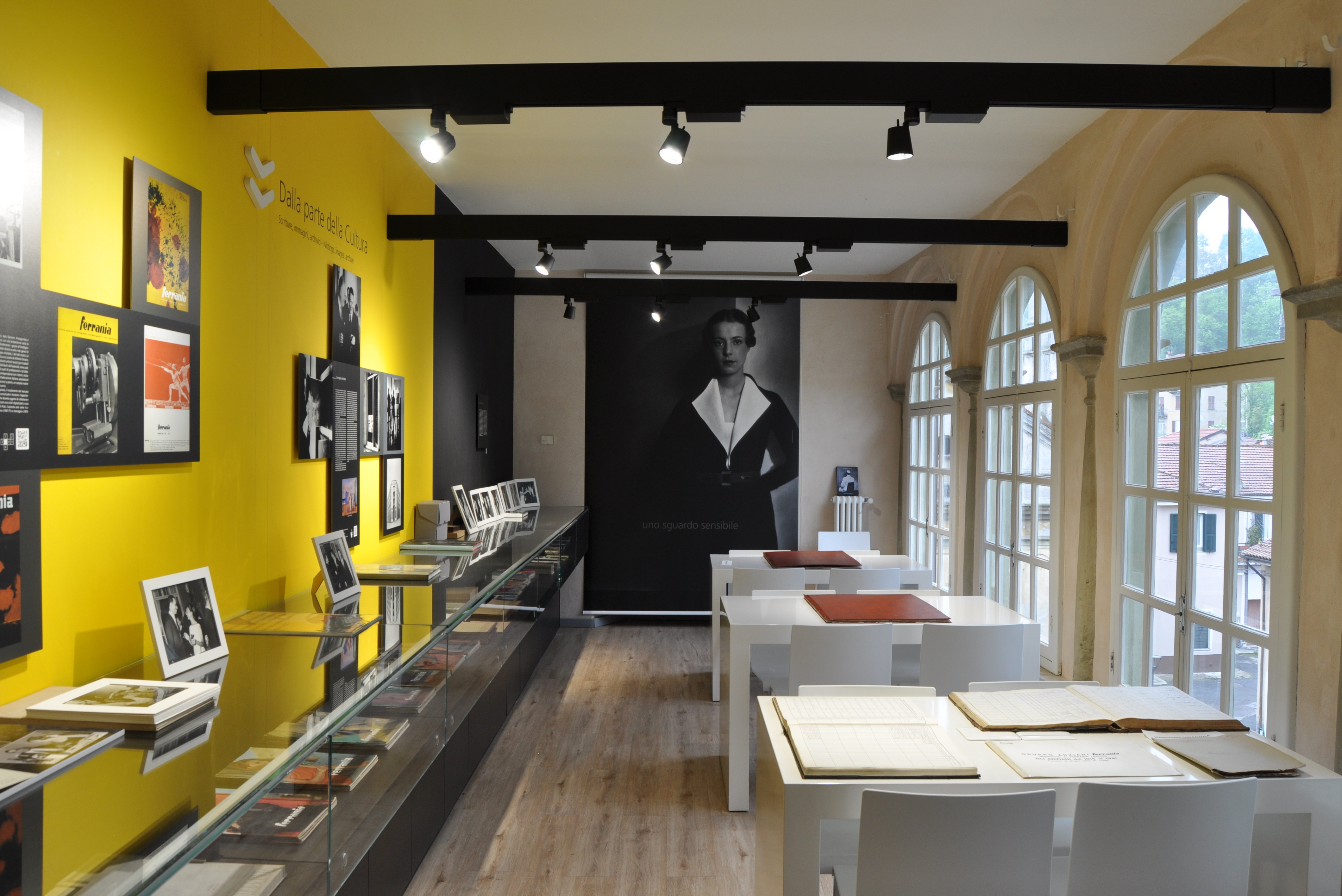
Sala della cultura all'interno del Ferrania Film Museum

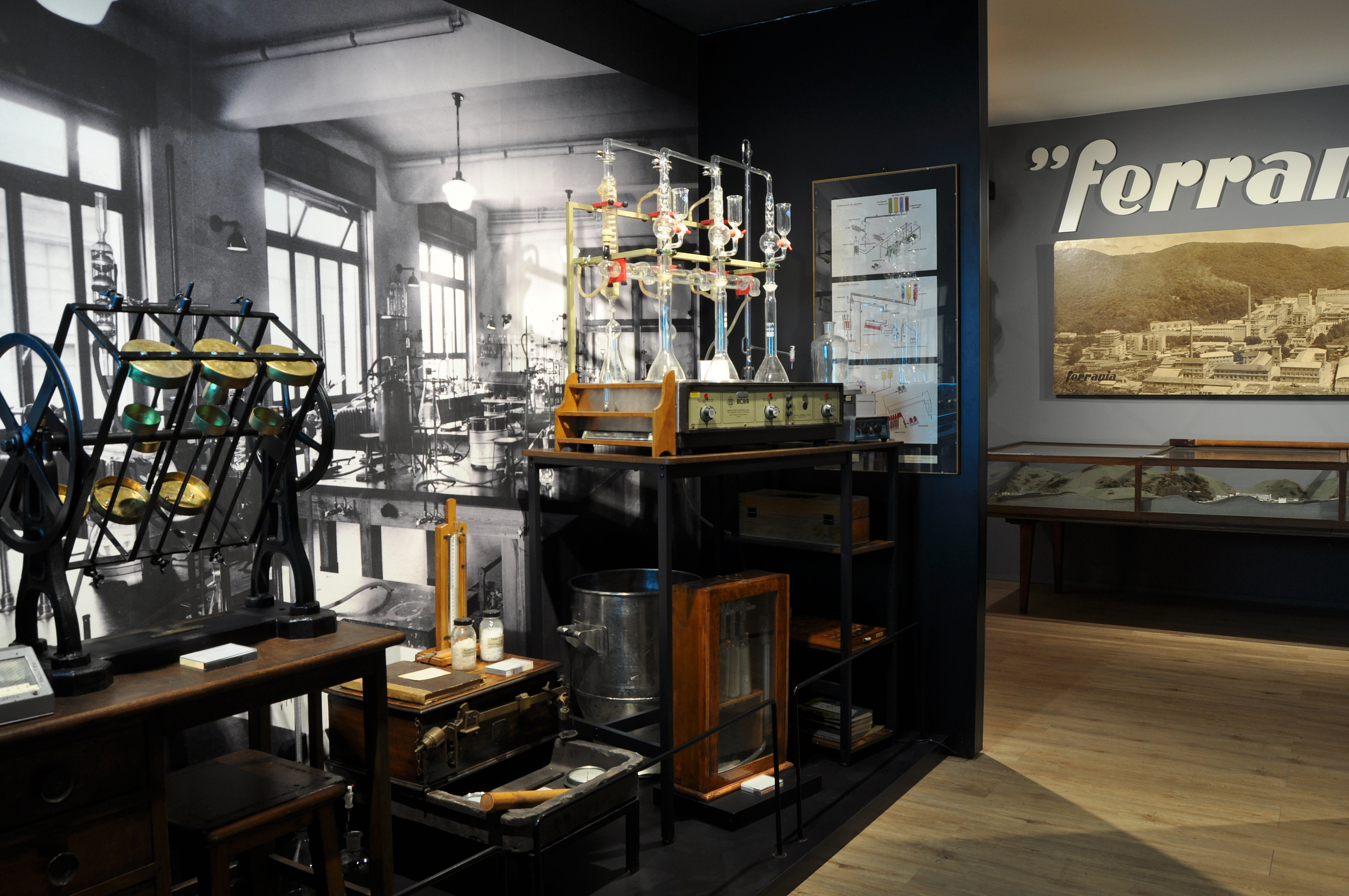
Sala della chimica all'interno del Ferrania Film Museum

All’interno del museo sono esposti reperti come strumenti di misura, pellicole, quaderni di consegna e oggettistica proveniente dallo stabilimento, così come testimonianze audio-visive dei lavoratori sulle vicende che segnarono la storia della Ferrania, dagli anni della guerra fino ad arrivare a quelli più recenti.
Sono presenti inoltre postazioni multimediali, macchinari e strumenti per la creazione e l’elaborazione delle pellicole, gigantografie, riviste pubblicitarie consultabili e pannelli illustrativi che commentano i vari reparti.
La collezione del museo proviene prevalentemente dall'archivio fotografico dello stabilimento, dall'Archivio Giuseppe Reggio e dall’archivio della Fondazione 3M che ha fornito reperti fotografici e cinematografici, alcuni brevetti, l’archivio pubblicitario degli anni ’50-’60 e la raccolta della rivista “Ferrania” proveniente dall’Archivio Storico della Fondazione. 

## Percorso Espositivo
Il percorso museale si sviluppa attraverso colori, codici visivi, animazioni video e approfondimenti. È collocato al secondo piano di Palazzo Scarampi a Cairo Montenotte e si divide in sei sale tematiche diverse:
- "La fabbrica sensibile" (dedicata alle macchine, ai lavoratori e ai loro saperi);
- "Made in Ferrania" (dedicata ai prodotti, al mercato e alla comunicazione);
- "La fabbrica del cinema" (dedicata alla pellicola cinematografica italiana);
- "Filmisti! La fabbrica sociale" (dedicata alle case, alle famiglie e al dopolavoro);
- "Adelasia" (dedicata alla scelta ambientale della fabbrica);
- "Dalla parte della cultura" (dedicata alle scritture, alle immagini e all’archivio).

Inoltre, all’esterno del Palazzo è stato allestito uno spazio espositivo con alcuni dei più importanti reperti storici della fabbrica.

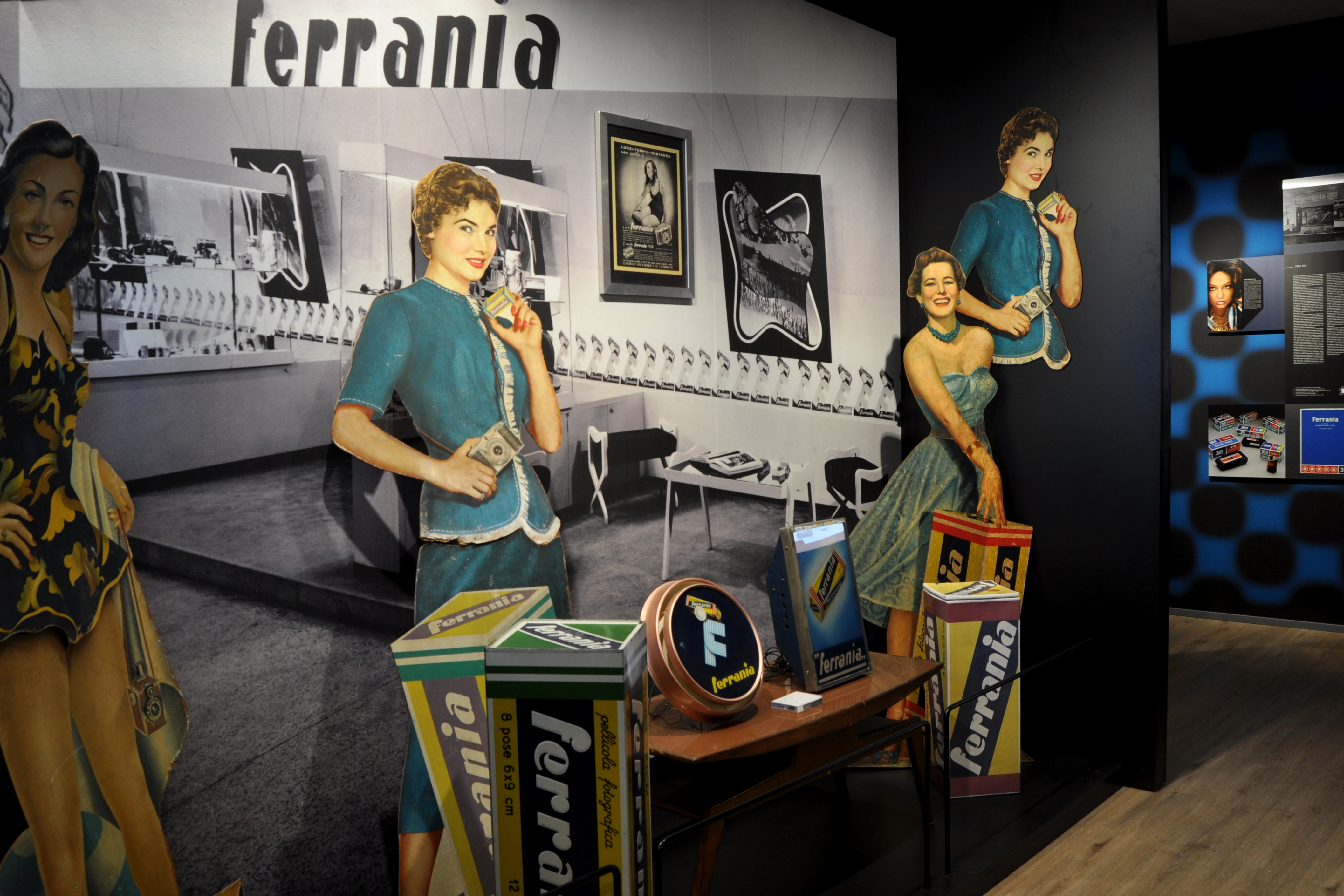
Sala della pubblicità all'interno del Ferrania Film Museum

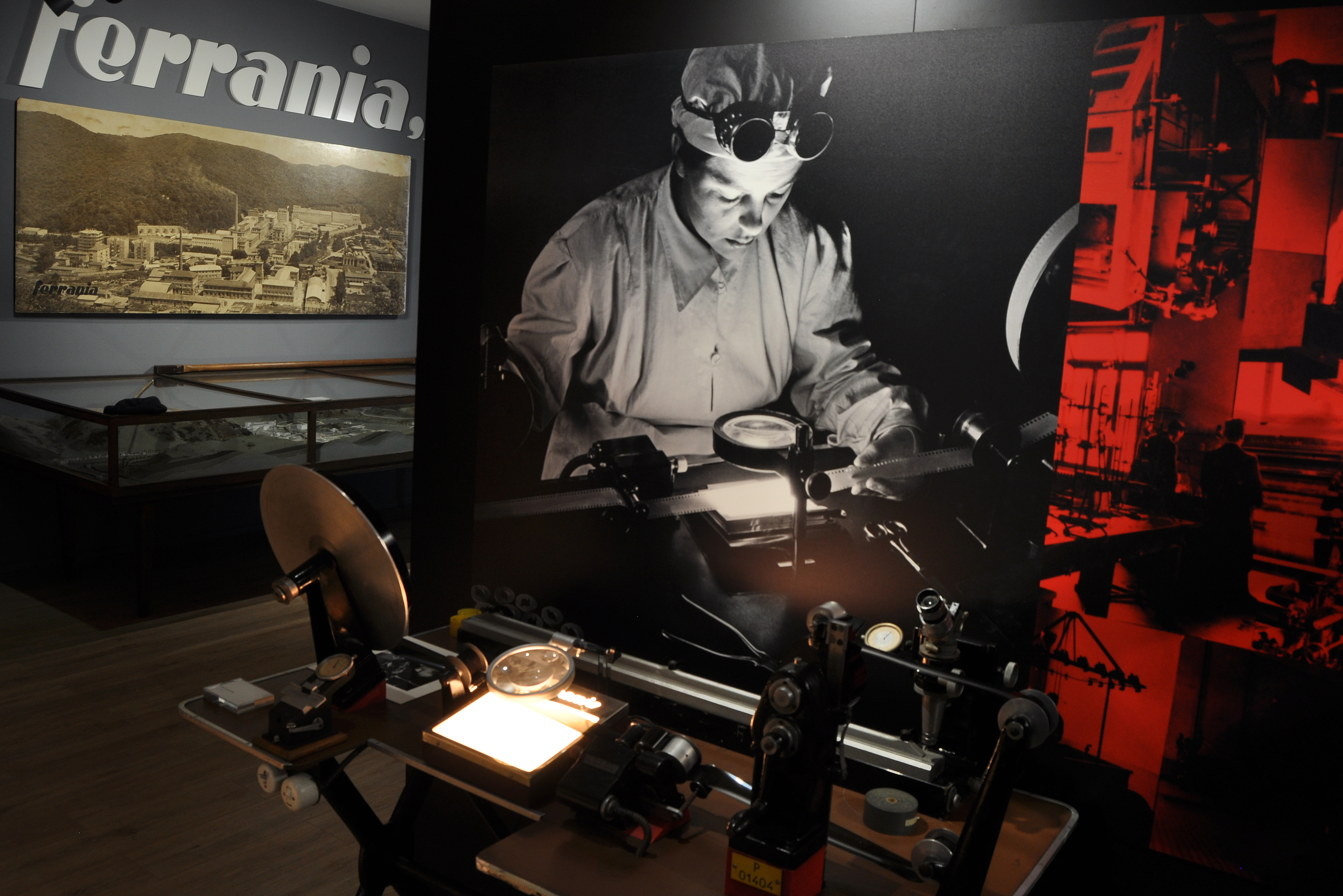
Sala della verifica della pellicola all'interno del Ferrania Film Museum

## Gestione
Il museo nasce per volontà delle amministrazioni comunali di Cairo Montenotte, con il contributo di Fondazione De Mari, di Ferrania Technologies e Fondazione 3M. 
Per un periodo di circa due anni, dal settembre 2018 all'ottobre 2020, il museo è stato oggetto di una gestione sperimentale da parte dell'Associazione Ferrania Film Museum, a cui è subentrata a fine 2020 la Cooperativa Sociale Valli di Lanzo di Genova. 

## Sede e attività
Il Ferrania Film Museum ha sede al secondo ed ultimo piano di Palazzo Scarampi, in Piazza Savonarola, nel centro storico di Cairo Montenotte dove ha luogo anche la Biblioteca Civica F.C.Rossi.